# Du Qiong
Du Qiong (xinès simplificat:杜琼; xinès tradicional: 杜瓊; pinyin: Dù Qióng) fou un pintor, escriptor i cal·lígraf sota la dinastia Ming. Va néixer vers el 1396 a Suzhou, província de Jiangsu i mort el 1474. Va destacar com a pintor de paisatges i de figures humanes. El seu estil tenia un aspecte distintiu encara que recordava el de Wang Meng. Utilitzava el pinzell sec i poca tinta. Se'l considera el precedent de l'escola de pintura Wumen. Les seves obres han tingut una bona cotització en subhastes com la pintura Habitatge a les muntanyes de Dongyuan. Entre la seva producció cal destacar la pintura, amb tinta sobre paper, Amistat amb els pins.